# Октябрьский (выселок, Горномарийский район)
Октя́брьский (мар. Аштавай) — выселок в Горномарийском районе Марий Эл Российской Федерации. Входит в состав Виловатовского сельского поселения.
Численность населения — 0 чел. (2010 год).

## География
Располагается в 8,5 км по прямой к юго-западу от административного центра сельского поселения — села Виловатово, на правом берегу реки Юнга, у границы с Ядринским районом Чувашии.

## История
Выселок основан в 1927 году переселенцами со стороны Виловатово и назван в честь Октябрьской революции. Марийское название было связано с именем марийца Аштавая, основавшего в старину здесь небольшое поселение, исчезнувшее в начале XX века, когда рядом был построен деревянный храм святого Николая Чудотворца Аштавайнырского мужского монастыря. После революции имущество и земли монастыря были национализированы, в 1929 году на его базе была основана коммуна «Юнгастрой», просуществовавшая недолго.
В 1929 году в выселке Октябрьском Виловатовского райсельсовета Козьмодемьянского кантона насчитывалось 12 хозяйств и 45 жителей (24 мужчины, 21 женщина). Жители имели 20,1 десятину пашни и 9 десятин сенокоса, из скота насчитывалось 9 рабочих и 2 молодых лошади, 10 коров и 7 телят, 45 овец, 2 козы, 5 свиней и некоторое количество голов птицы.
Перед войной жители выселка работали в колхозе «Трудовик», а также в подсобном хозяйстве санатория «Миняшкинский источник». За всё время существования выселка здесь не было ни радио, ни электричества, ни телевизора. Из ушедших на фронт домой вернулись лишь 7 жителей. В 1950-х годах выселок входил в состав колхоза им. Калинина Еласовского района, с 1959 года — в Горномарийском районе. С конца 1960-х годов рядом с выселком находилась молочная ферма, затем летний лагерь для коров; на месте старого монастыря Еласовским лесничеством были заложены сад и питомник.
В начале XXI века в выселке оставался один жилой дом, где была прописана М. П. Никитина, проживавшая здесь летом и имевшая хозяйство, сад и пасеку. Ранее также существовали фамилии Королёв, Эрсиков и другие.

## Население
| 2002 | 2010 |
| ---- | ---- |
| 0    | →0   |